# Rhodothermus bifroesti
Rhodothermus bifroesti es una bacteria gramnegativa del género Rhodothermus. Fue descrita en el año 2021. Su etimología hace referencia al puente del arco iris en llamas Bifröst que une Midgard y Asgard en la mitología nórdica. El nombre de la bacteria le es dado por las colonias de apariencia translúcida e iridiscente que forma. Es aerobia estricta, inmóvil. Tiene forma de bacilo de 0,3-0,4 μm de ancho por 1,5-7 μm de largo. Catalasa y oxidasa negativas. Forma colonias rosadas, irregulares, translúcidas e iridiscentes Temperatura de crecimiento entre 44-77 °C, óptima a 77 °C. Resistente a rifampicina, kanamicina, estreptomicina. Sensible a gentamicina. Tiene un genoma de 2,88 Mpb y un contenido de G+C de 56,19%. Se ha aislado en la isla volcánica Surtsey, en Islandia, a partir de agua obtenida en perforaciones de 160 m de profundidad.